# فرط الإحساس
فرط الإحساس (بالإنجليزية: Hyperesthesia)‏ هي حالة تنطوي على زيادة غير طبيعية في الحساسية للمؤثرات الحسية. «عندما يسبب حافز غير ضار الإحساس بالألم فإن المنطقة ستطلق عليها مفرطة الإحساس». يمكن أن تتضمن محفزات الحواس الصوت الذي يسمعه المرء والأطعمة التي طعمها والقوام الذي يشعر به وما إلى ذلك. ويشار إلى زيادة حساسية اللمس باسم «فرط حساسية اللمس»، وتسمى زيادة حساسية الصوت «فرط الإحساس السمعي». قد يكون فرط حساسية اللمس من الأعراض الشائعة للعديد من الاضطرابات العصبية مثل الهربس النطاقي واعتلال الأعصاب المحيطية واعتلال الجذور. في عام 1979، ثم في عام 1994، اقترح علماء في لجنة فرعية تابعة للرابطة الدولية لدراسة الألم بدلاً من فرط الإحساس، مفهوم الألم الخيفي، الذي تم تعريفه على أنه ألم ناتج عن حافز لا يثير الألم عادة.

## في الحيوانات
متلازمة فرط الإحساس السنوري [الإنجليزية] تظهر في أنواع من القطط مثل السيامية والبورمية والهيمالايا والحبشية.